# Kfar Warburg
Kfar Warburg (auch Kefar Warburg, כְּפַר וַרְבּוּרְג Kfar Warbūrg, deutsch ‚Dorf Warburgs‘) ist eine große Moschav-Siedlung in Zentralisrael.

## Geographie
Die Siedlung liegt geographisch neben Kirjat Mal’achi und besitzt 98 Bauernhöfe sowie eine Fläche von ca. 6 km². Die Siedlung befindet sich im Verwaltungsbezirk des Regionalrats Be'er Tuvia und ist Mitglied der Moschavim-Bewegung. Der Moschav liegt etwa 40 km südlich von Tel Aviv und an der Schnellstraße 3. Im Jahre 2018 wohnten 1142 Einwohner im Ort.

## Geschichte
Die Siedlung ist am 31. Oktober 1939 von Mitgliedern der Menachem-Organisation gegründet worden. Der Siedlungsname wurde zu Ehren von Felix M. Warburg gewählt, einer angesehenen deutsch-amerikanischen Persönlichkeit der jüdischen Gemeinschaft in den USA und Gründer des American Jewish Joint Distribution Committee.
In Kfar Warburg liegt das Grab von Jigal Hurwitz.

## Bekannte Bewohner
- Jigal Hurwitz, mehrfacher Minister in Israel